# Amazonas (Venezuela)
Amazonas Venezuela egyik szövetségi állama.

## Települések
Amazonas hét önkormányzati területre van felosztva (Municipio) .
| Önkormányzat | Főváros                 | km²        | fő            | Map |
| ------------ | ----------------------- | ---------- | ------------- | --- |
| Alto Orinoco | La Esmeralda            | 49.217 km² | 14.222 (2008) |     |
| Atabapo      | San Fernando de Atabapo | 25.062 km² | 12.797 (2007) |     |
| Atures       | Puerto Ayacucho         | 7.302 km²  | 91.386 (2007) |     |
| Autana       | Isla Raton              | 12.291 km² | 8.181 (2007)  |     |
| Manapiare    | San Juan de Manapiare   | 32.042 km² | 9.658 (2007)  |     |
| Maroa        | Maroa                   | 13.082 km² | 8.181 (2005)  |     |
| Río Negro    | San Carlos de Río Negro | 37.903 km² | 9.658 (2007)  |     |

## Fordítás
- Ez a szócikk részben vagy egészben  az   Amazonas (estado de Venezuela) című spanyol Wikipédia-szócikk fordításán alapul.  Az eredeti cikk szerkesztőit annak laptörténete sorolja fel. Ez a jelzés csupán a megfogalmazás eredetét és a szerzői jogokat jelzi, nem szolgál a cikkben szereplő információk forrásmegjelöléseként.